# جيف سميث (ملحن)
جيف سميث (بالإنجليزية: Geoff Smith)‏ هو ملحن بريطاني، ولد في 1966 في برايتون في المملكة المتحدة.

## وصلات خارجية
- جيف سميث على موقع ميوزك برينز (الإنجليزية)